# Henri Van Kerckhove

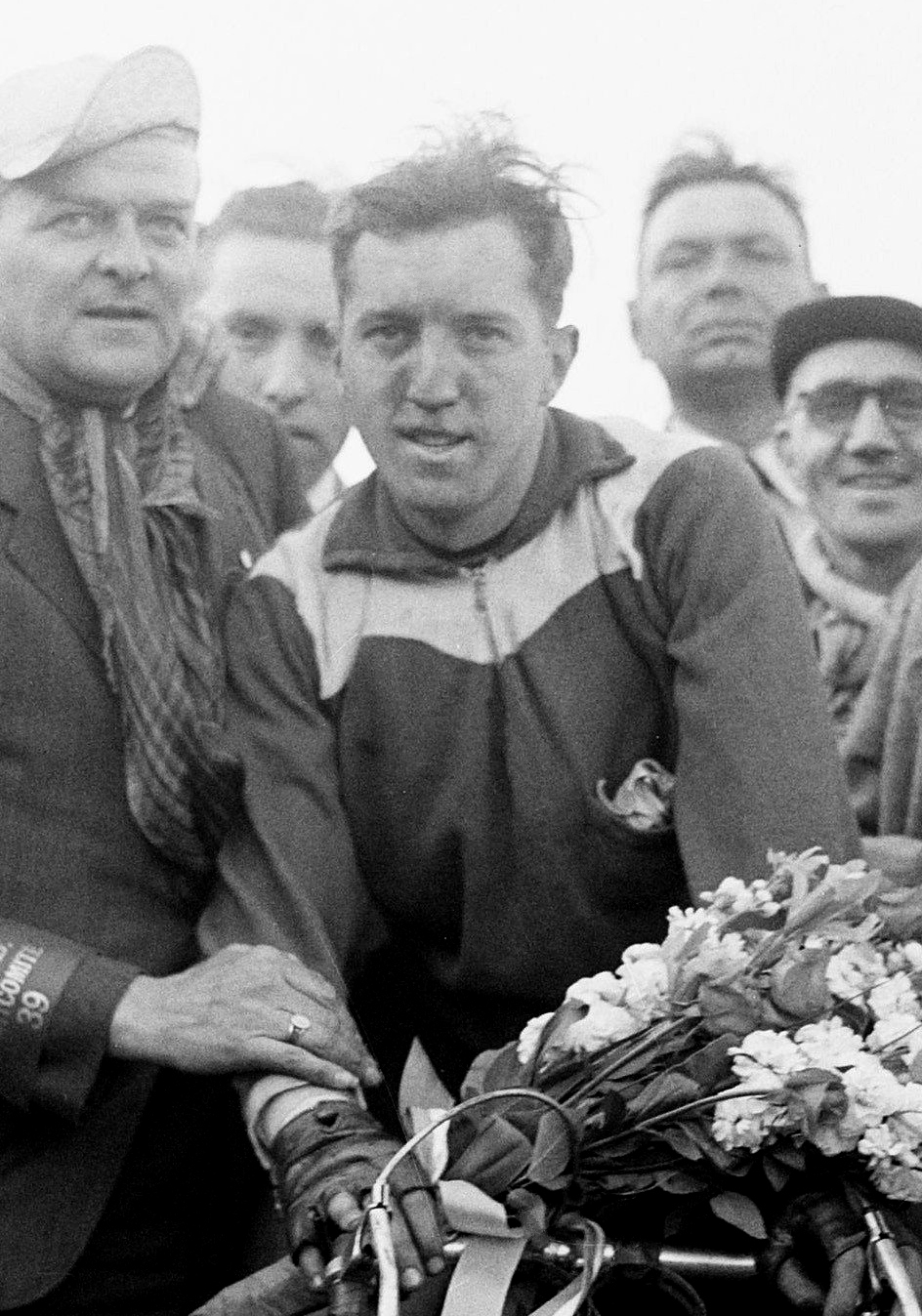
Henri Van Kerckhove (1949)

Henri Van Kerckhove (* 6. September 1926 in Brüssel; † 4. November 1999 in Löwen) war ein belgischer Radrennfahrer.

## Laufbahn
Als Amateur gewann er 1946 die belgische Straßenmeisterschaft und anschließend bei den Straßenradsport-Weltmeisterschaften in Zürich die Bronzemedaille. 1947 gewann er auf der Bahn die nationale Meisterschaft in der Einerverfolgung der Amateure und wurde er Profi.
In den Folgejahren gelangen ihm mehrere Erfolge bei Eintagesrennen als auch Etappensiege bei Rundfahrten. 1951 siegte er im Grand Prix du Brabant wallon. 1952 gewann er die Belgien-Rundfahrt vor Marcel De Mulder und Georges Vermeersch. Diesen Erfolg konnte er 1954 wiederholen, als er vor Rik Van Looy, Marcel Hendrickx und Omer Braeckeveldt landete. Insgesamt sind 42 Siege für ihn verzeichnet, davon allein 20 in reinen Straßenrennen. 1952 wurde er hinter Ferdy Kübler Zweiter bei Lüttich–Bastogne–Lüttich.
Er beendete seine Laufbahn 1960.
Sein Sohn Florent Van Kerckhove war ebenfalls als Radrennfahrer aktiv.